# Prosopocera pyrgopolynica
Prosopocera pyrgopolynica är en skalbaggsart. Prosopocera pyrgopolynica ingår i släktet Prosopocera och familjen långhorningar.

## Underarter
Arten delas in i följande underarter:
- P. p. pyrgopolynica
- P. p. lunulata
- P. p. brunneipennis